# Сеоце (Нова Капела)
Сеоце је насељено место у саставу општине Нова Капела у Бродско-посавској жупанији, Република Хрватска.

## Историја
До територијалне реорганизације у Хрватској налазило се у саставу старе општине Нова Градишка.

## Становништво
На попису становништва 2011. године, Сеоце је имало 284 становника.

## Попис1991.
На попису становништва 1991. године, насељено место Сеоце је имало 426 становника, следећег националног састава:
| Попис 1991.‍ | Попис 1991.‍ | Попис 1991.‍ | Попис 1991.‍ | Попис 1991.‍ |
| ----------- | ----------- | ----------- | ----------- | ----------- |
|             |             |             |             |             |
| Хрвати      | Хрвати      |             | 417         | 97,88%      |
| Срби        | Срби        |             | 4           | 0,93%       |
| непознато   | непознато   |             | 5           | 1,17%       |
| укупно: 426 |             |             |             |             |